# Anne-Laure Folly
Anne-Laure Folly (sinh ngày 31 tháng 3 năm 1954) là một nhà sản xuất phim tài liệu của Togo.

## Công việc
Năm 1994, Anne-Laure Folly đã giành Huy chương Bạc tại Liên hoan phim Truyền hình Monte Carlo cho bộ phim tài liệu của cô mang tên Femmes aux yeux orsts (Phụ nữ có đôi mắt mở). Bộ phim này tái thể hiện cuộc sống của những người phụ nữ đến từ Bêlarut, Burkina Faso, Ma-rốc và Sê-nê-ga.

Đoạn mở đầu của bộ phim này là một phụ nữ trẻ nhìn chằm chằm vào máy ảnh và đọc thuộc lòng bài thơ:
Một người phụ nữ tốt nên vâng lời chồng mọi lúc,

Một người phụ nữ tốt không nên biết đọc,

Một người phụ nữ tốt không nên mở mắt

Bài thơ được sáng tác bởi Monique Ilboudo của Burkina Faso, một trong những người phụ nữ xuất hiện trong bộ phim tài liệu.
Bộ phim nói về cách người phụ nữ khác nhau đến từ Mali, Senegal, Burkina Faso và Bénin đối phó với các vấn đề họ đang phải đối mặt trong bảy phần phim bao gồm: phẫu thuật cắt âm vật, cưỡng hôn, HIV / AIDS, đấu tranh, sinh tồn, kinh tế và chính trị. Nghịch lý là phụ nữ ít được đưa ra tiếng nói trong các quyết định quan trọng nhưng họ lại có trách nhiệm lớn đối với sự sống còn và phúc lợi của gia đình họ.
Folly's 1996 Les Oubliées (Những người phụ nữ bị lãng quên) là một bộ phim tài liệu về Angola. Sau mười năm đấu tranh giành độc lập, cuộc chiến ở Angola đã tiếp tục thêm hai mươi năm nữa. Bộ phim khai thác động cơ của các chiến binh, có liên quan đến chiến tranh lạnh, sự can thiệp của Cuba và chế độ phân biệt chủng tộc Nam Phi.
Trong bộ phim này, Folly một lần nữa kể câu chuyện của những người phụ nữ. Góc quay luôn ở tầm trung hoặc tầm gần, khiến người xem phải tập trung vào khuôn mặt của họ hơn là cơ thể hoặc môi trường xung quanh.
Folly tham gia dẫn truyện, giới thiệu, thuyết minh trong bộ phim.
Bộ phim của cô Sarah Maldivesoror ou la nostalgie de l'utopie (1998) là một sự tôn vinh dành cho Sarah Maldivesoror, người đã thực hiện bộ phim kinh điển Sambizanga (1972).

## Tác phẩm
- 1992 Le Gardien des forces. Video, 52 phút, phim tài liệu
- 1993 Femmes du Niger. Video, 26 phút, phim tài liệu
- 1993 L'Or du Liptako. Video, 13 phút.
- 1994 Femmes aux yeux ouverts. Video, 52 phút, phim tài liệu
- 1995 Les Amazones se sont reconverties. Video, 13 phút, phim tài liệu
- 1996 From the Tree to the Dugout/Entre l'arbe et la pirogue. 52 phút, phim tài liệu
- 1997 Les Oubliées. 16mm, 52 phút., documentary
- 1998 Sarah Maldoror ou la nostalgie de l'utopie. 16mm, 26 phút, phim tài liệu
- 1999 Deposez les Lames. 25 phút, phim tài liệu

## Liên kết mở rộng
- Ann-Laure Folly in Women Make Movies catalog